# István Donogan
István Donogan (Hungría, 13 de diciembre de 1897-25 de noviembre de 1966) fue un atleta húngaro especializado en la prueba de lanzamiento de disco, en la que consiguió ser medallista de bronce europeo en 1938.

## Carrera deportiva
En el Campeonato Europeo de Atletismo de 1934 ganó la medalla de bronce en el lanzamiento de disco, llegando hasta los 45.91 metros, tras el sueco Harald Andersson y el francés Paul Winter (plata con 47.09 metros).